# Jean-Pierre Muller (tirador d'esgrima)
Jean-Pierre Muller   (Colmar, 29 d'agost de 1924 - Colmar, 1 de juliol de 2008) va ser un tirador d'esgrima francès, especialista en espasa, que va competir durant la dècada de 1950.
El 1952 va prendre part en els Jocs Olímpics d'Estiu de Hèlsinki, on quedà eliminat en sèries en la competició d'espasa per equips del programa d'esgrima.
En el seu palmarès destaquen dues medalles al Campionat del Món d'esgrima, de plata el 1953 i de bronze el 1954.